# Musée français de la photographie

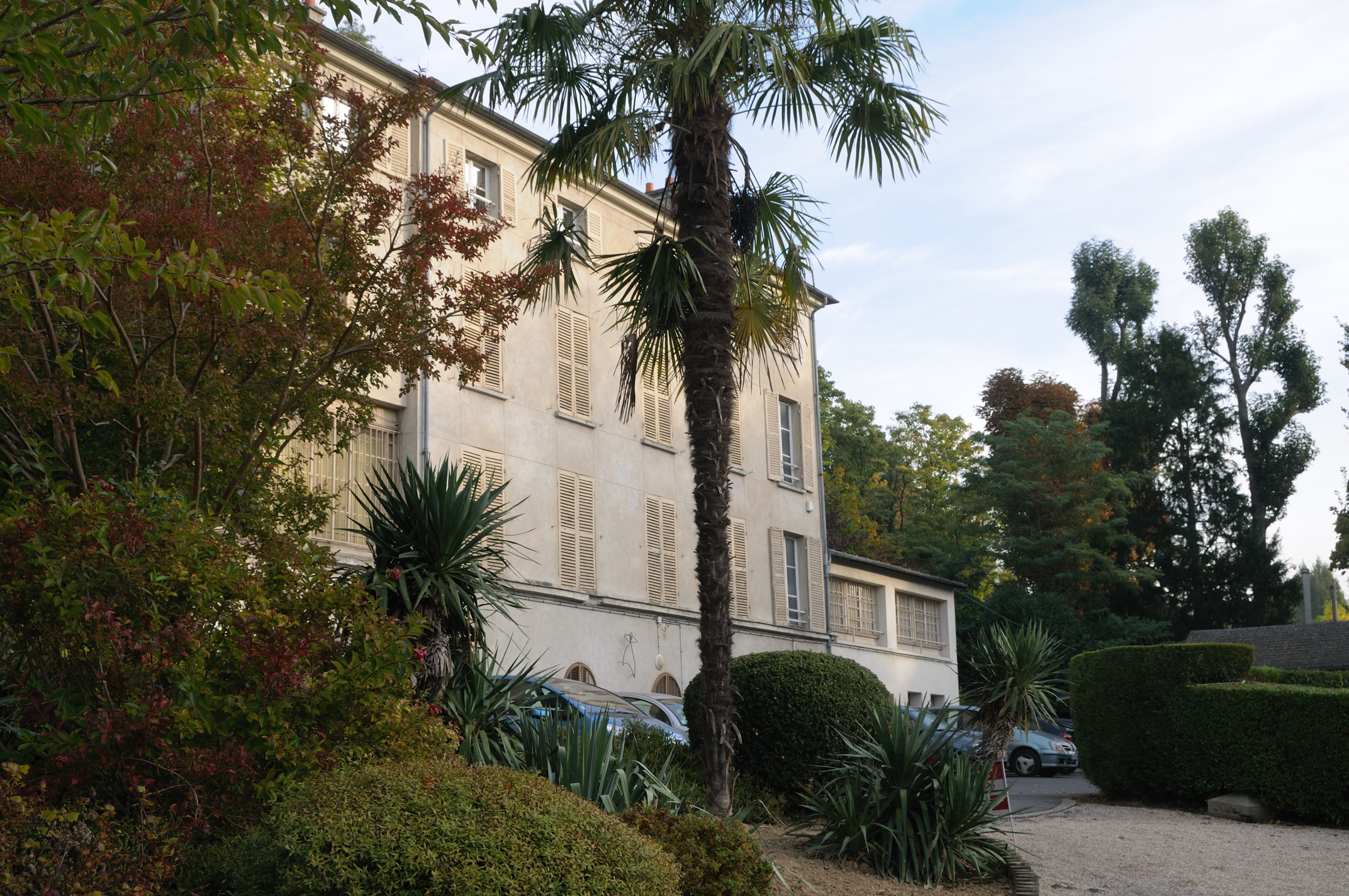
Das Museum im Jahr 2011

Das Musée français de la Photographie ist ein 1964 eröffnetes Museum, das sich der Photographie widmet und in der französischen Gemeinde Bièvres bei Paris liegt. Es trägt die Auszeichnung Musée de France.

## Geschichte

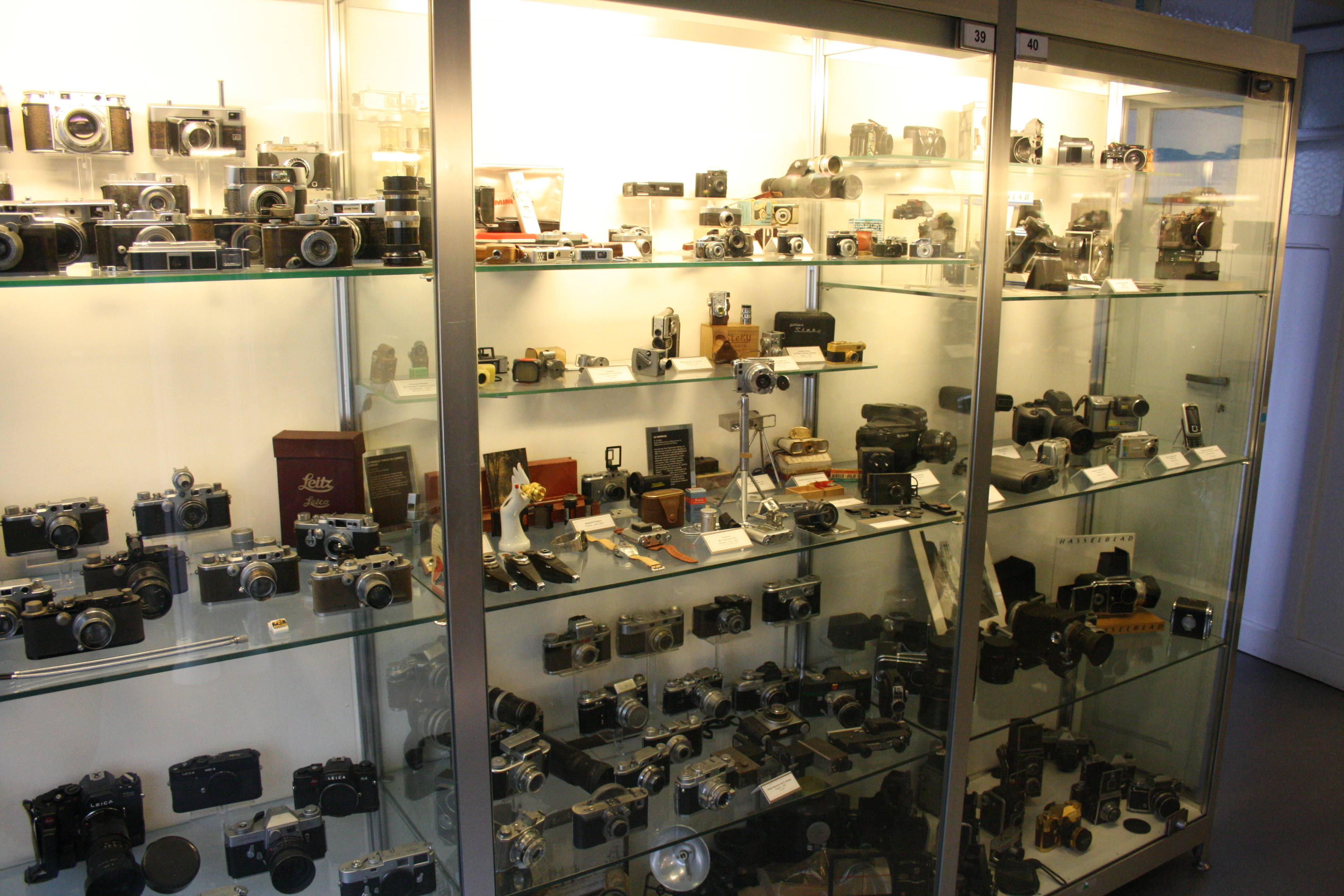
Teil der Fotoapparatsammlung

Im Jahr 1949 gründen Jean Fage und sein Sohn André, zusammen mit anderen Photographieinteressierten den Photo-club du Val de Bièvres, um ihre Kenntnisse über die Photographie zu teilen. 
Ab 1950 beginnen Jean und André Fage Objekte und Photographien zu erwerben und sammeln, um den Clubmitgliedern die Geschichte der Photographie näherzubringen. Mit jener Kollektion wird 1964 in Räumen der Gemeinde Bièvres das erste Museum für Photographie eröffnet.
1966 wird ein Denkmal für Nadar, den ersten Menschen, der bereits im Jahr 1858 eine Luftaufnahme machte, eingeweiht. 
1968 wird das Museum vom französischen Kulturministerium anerkannt.
Im Jahr 1972 werden, dank staatlicher Unterstützung neue größere Räumlichkeiten bezogen werden, in denen sich das Museum heute noch befindet. Zum Museum gehört auch ein kleiner Park.

## Sammlungen
Mit über 20.000 Ausstellungsstücken, einer Million Photographien, einer Bibliothek und einem großen Fundus technischer Aufzeichnungen gehört es zu den bedeutendsten Museen in Europa, die der Photographie gewidmet sind. Es erzählt sowohl die technische, als auch die gesellschaftliche Geschichte der Photographie. Ein Teil der Sammlung kann im Internet betrachtet werden.

Ausgewählte Objekte des Museums
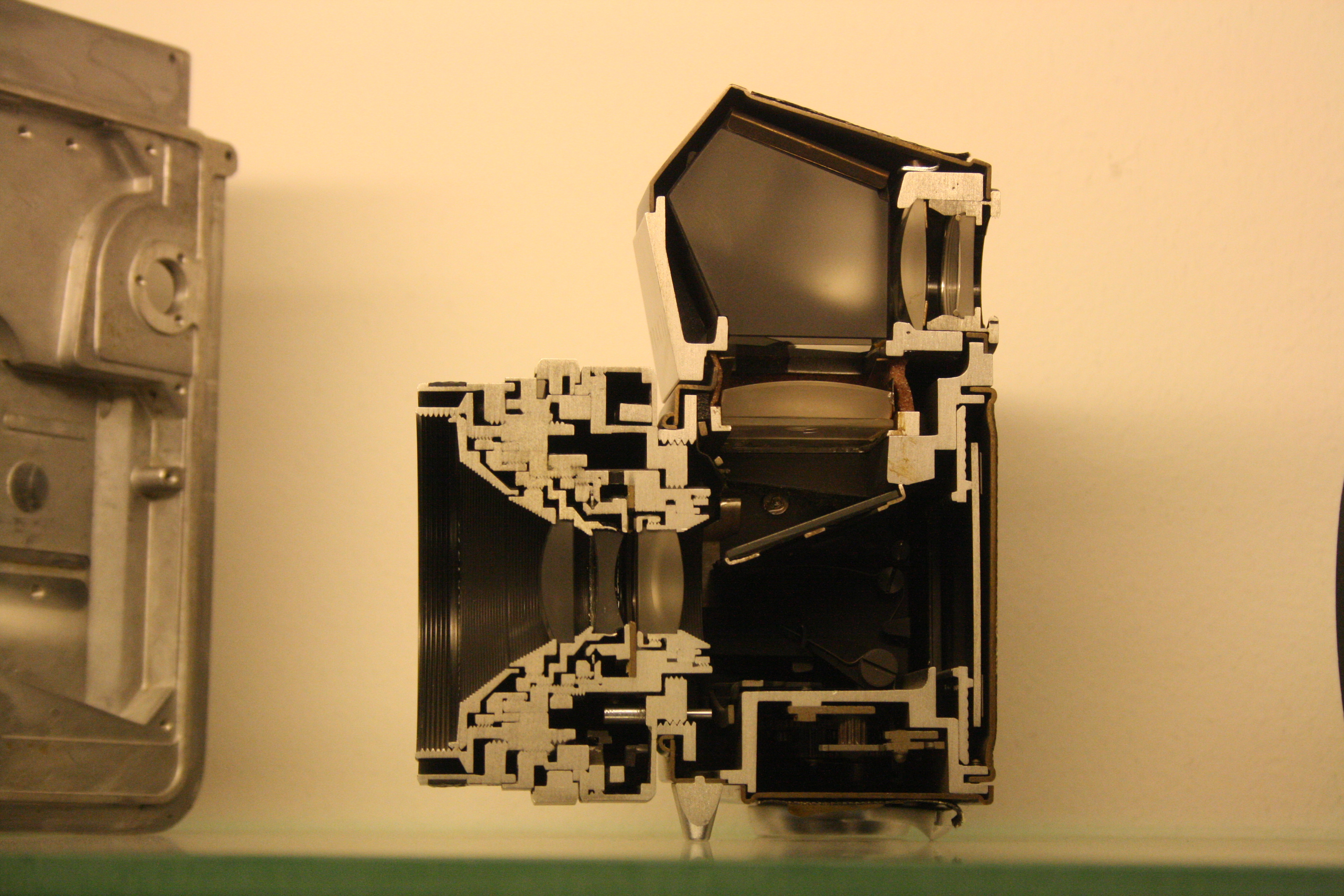
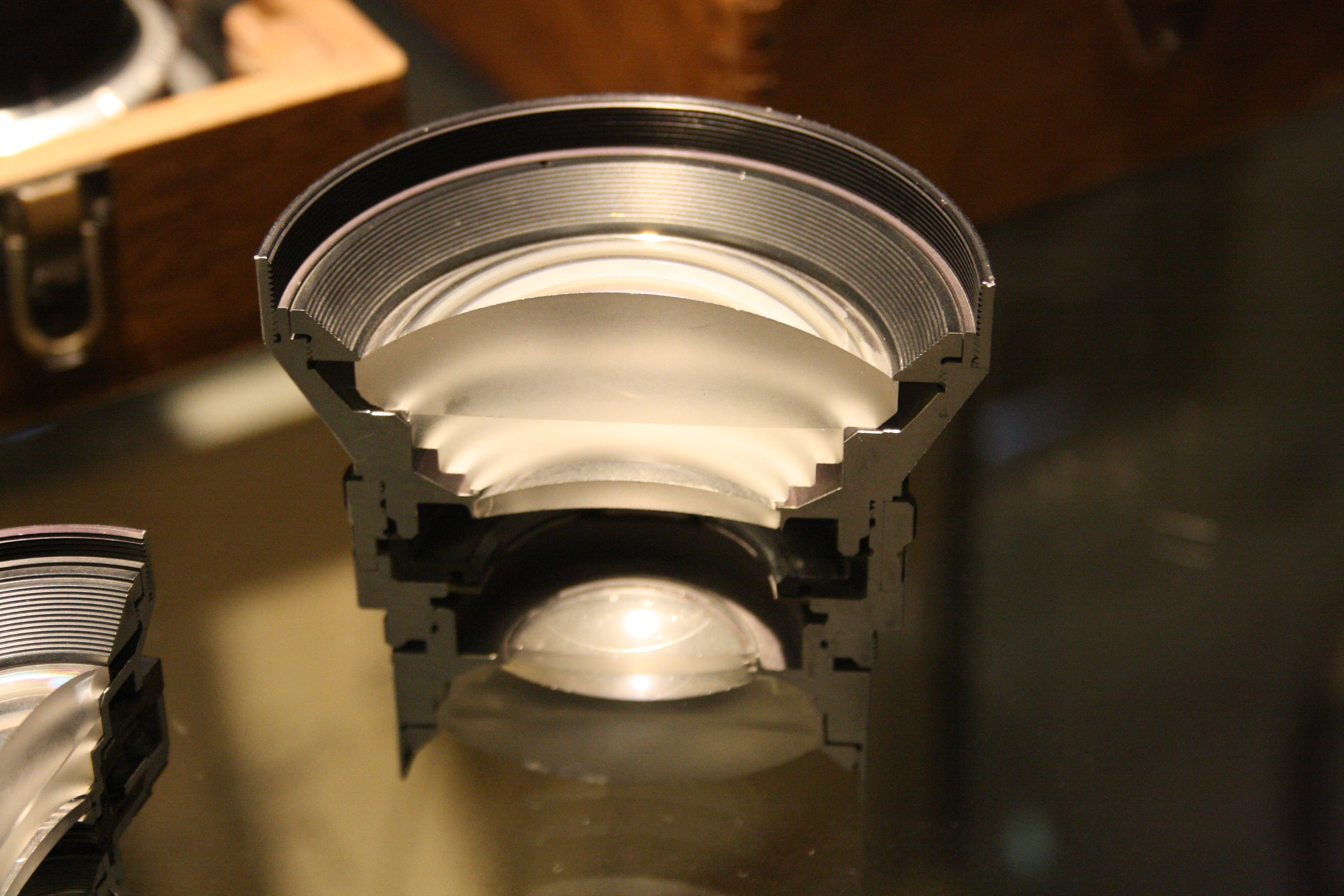
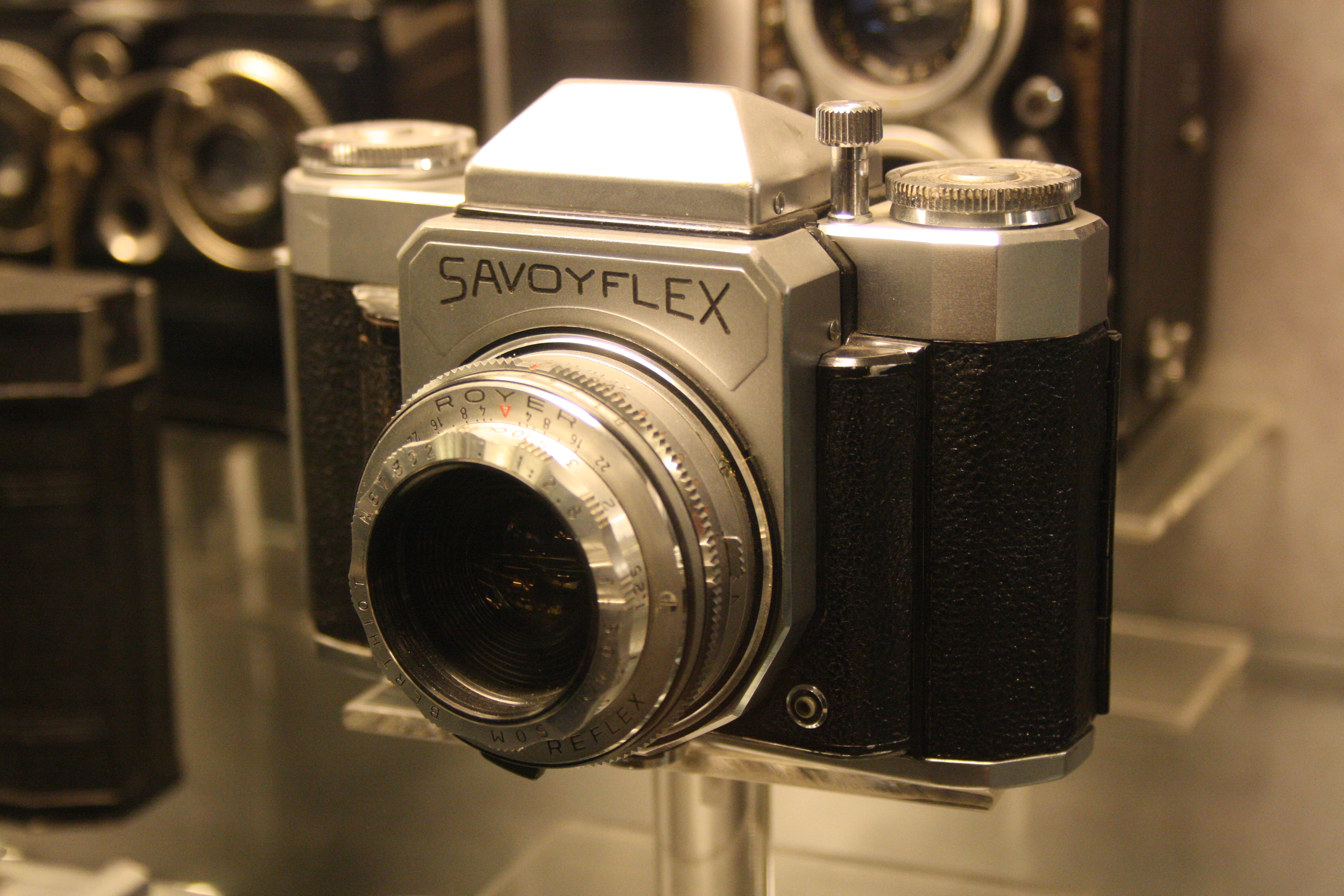
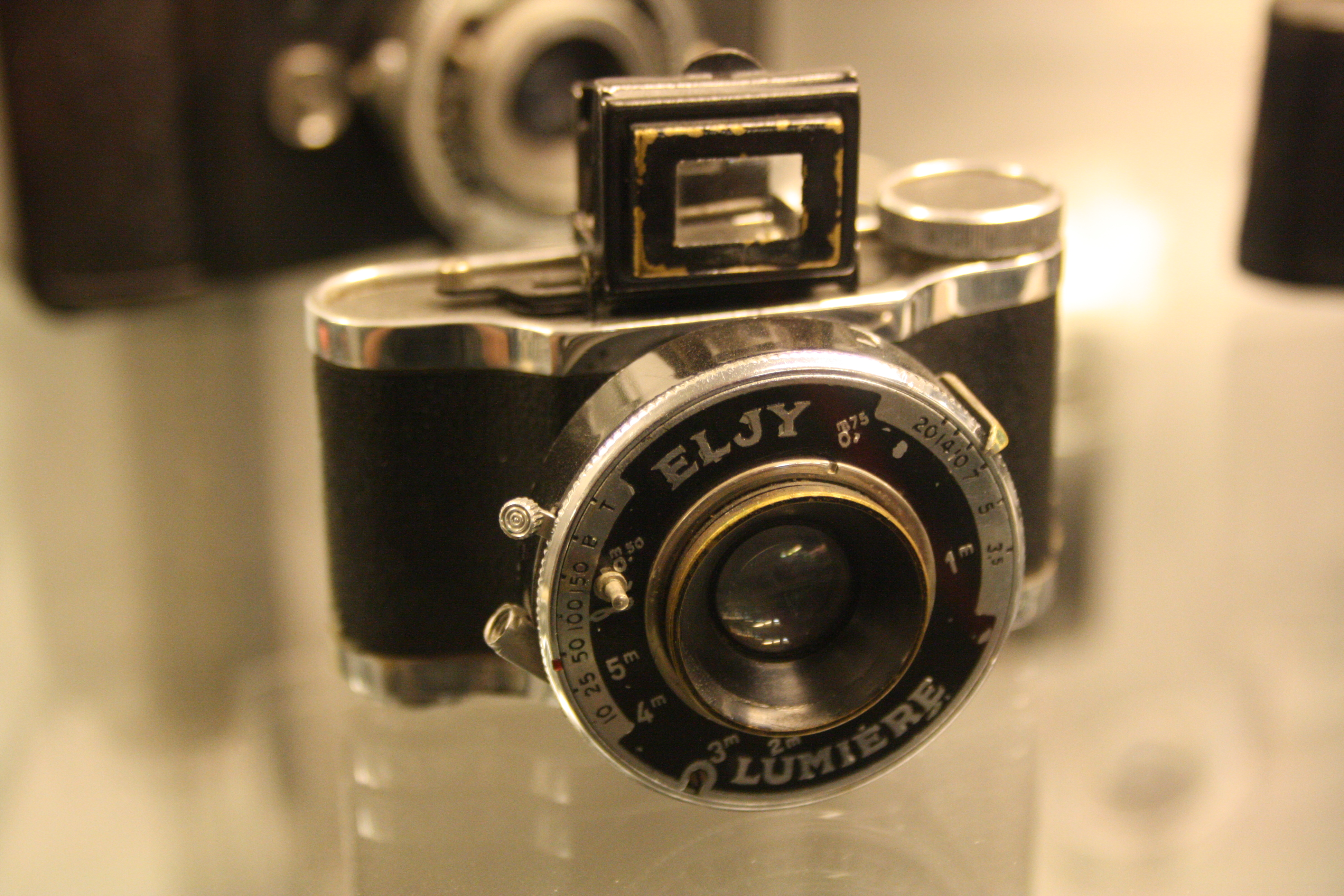
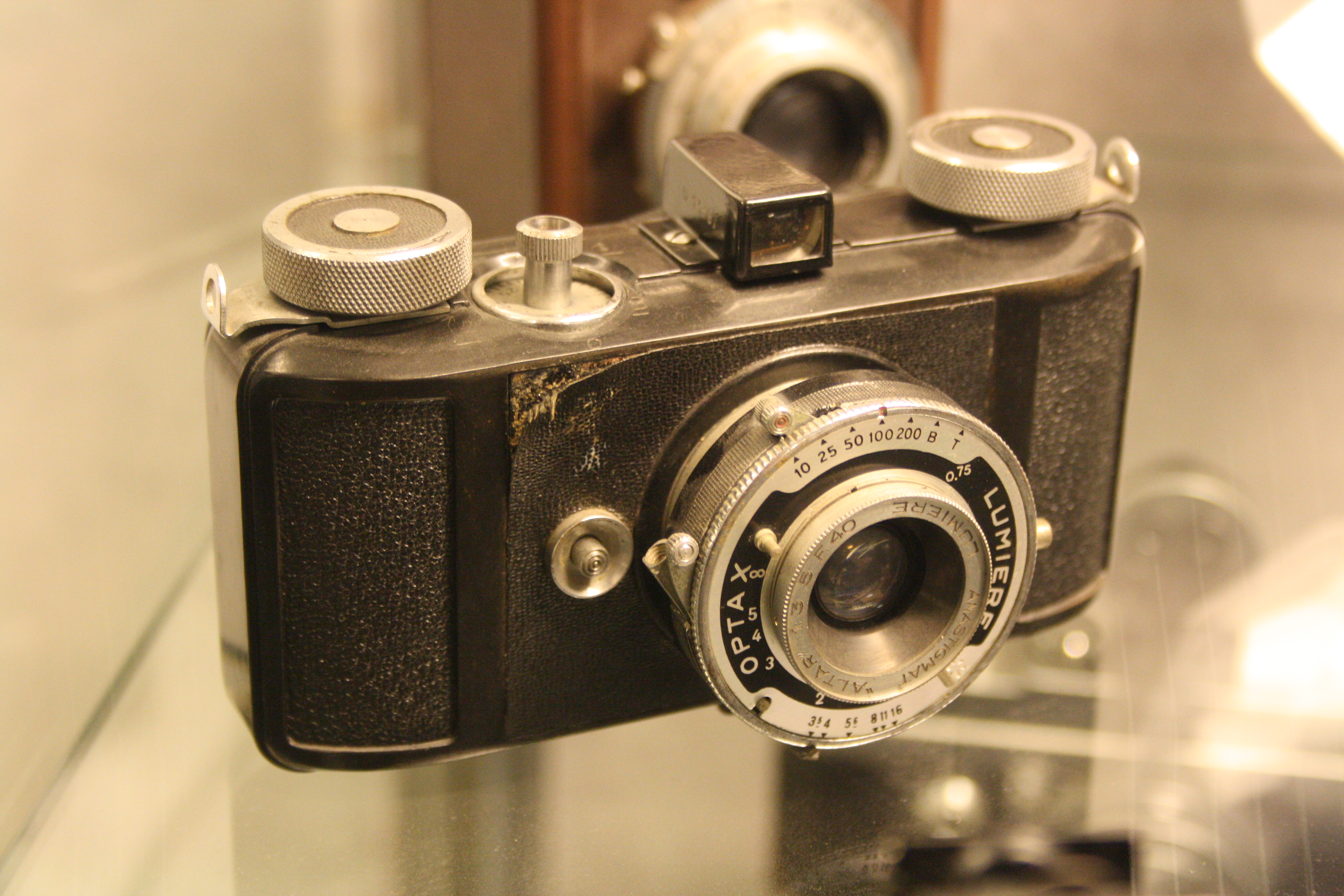
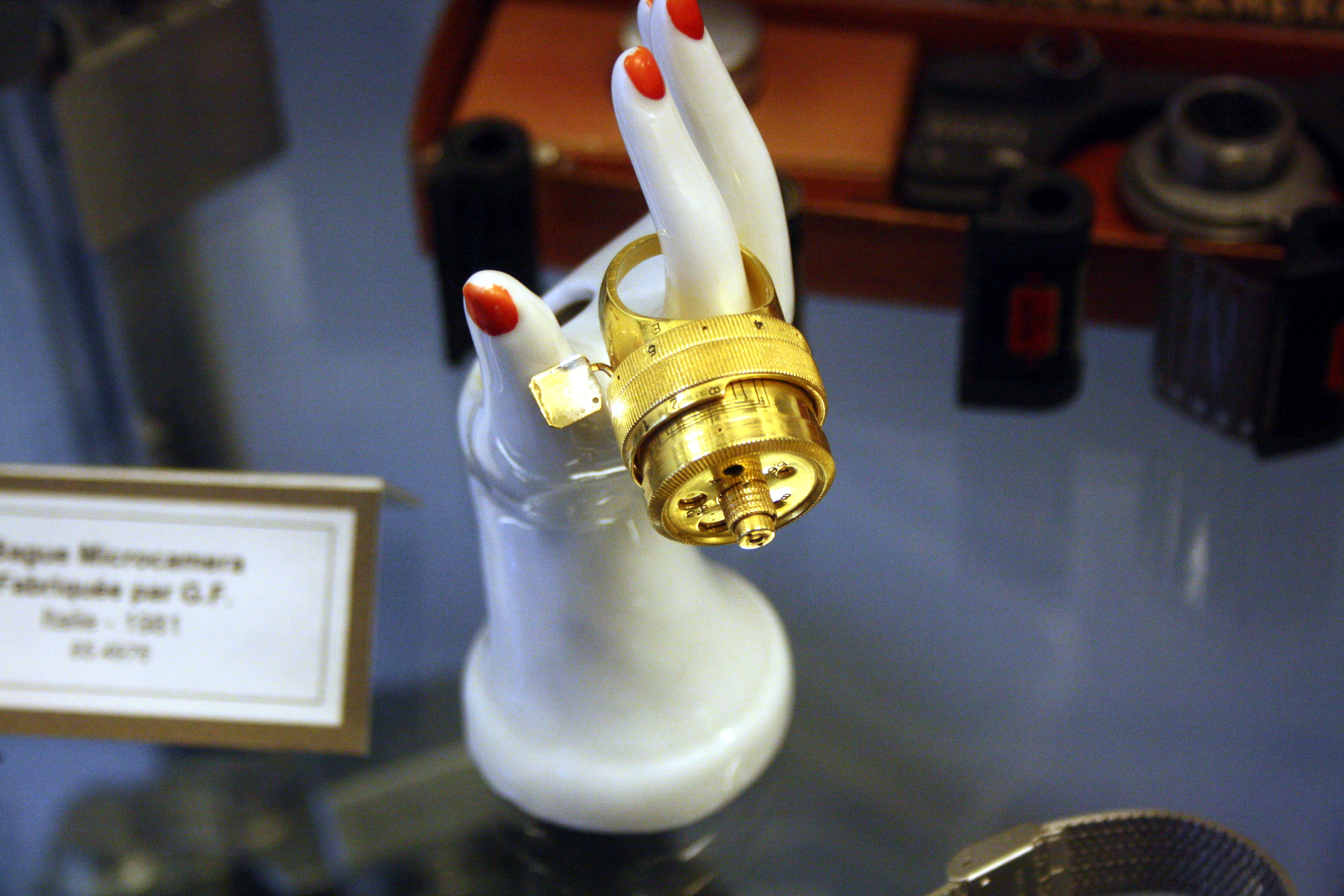